# Carmelo Borobia
Joaquín Carmelo Borobia Isasa (Cortes, 16 de agosto de 1935 - Zaragoza, 23 de abril de 2022)  fue un obispo español, que ejerció como obispo auxiliar de Zaragoza, entre 1990 y 1996, obispo de Tarazona, entre 1996 y 2004 y obispo auxiliar de Toledo, desde 2004 hasta 2010, cuando renunció por edad.

## Biografía

### Primeros años y formación
Nació el 16 de agosto de 1935, en el municipio navarro de Cortes, España.
En 1946, a la edad de 11 años, ingresó al Seminario de Alcorisa. Estudió Humanidades y Filosofía en los seminarios de Alcorisa (Teruel) y Zaragoza (1946-1953). Terminó los estudios de Teología en el Seminario de Pamplona, licenciándose más tarde en Filosofía en la Universidad Pontificia de Salamanca (1959). Obtuvo la diplomatura en Liturgia en el Ateneo Pontificio San Anselmo (Roma, 1968). Doctor en Teología (Roma, 1970) por la Universidad Pontificia de Santo Tomás de Aquino.

### Sacerdote
Fue ordenado sacerdote el 19 de julio de 1959, en Zaragoza. 
Fue párroco coadjutor de Cadreita (Navarra). En 1961 marchó a Madrid como capellán de la iglesia del Espíritu Santo, del Consejo Superior de Investigaciones Científicas, y se alojó en la Residencia de Estudiantes. Cinco años después, se trasladó a Roma como becario del Centro Español de Estudios Eclesiásticos de la Iglesia de Montserrat, donde obtuvo la diplomatura y el doctorado.
En 1970 pasó a trabajar en la Secretaría de Estado de la Santa Sede, con Pablo VI, en asuntos de lengua castellana. En 1978 regresó a España al ser designado secretario general de la archidiócesis de Zaragoza. 

### Episcopado
Obispo auxiliar de Zaragoza
El 19 de abril de 1990, el papa Juan Pablo II lo nombró obispo titular de Elo y obispo auxiliar de Zaragoza. Fue consagrado el 9 de junio del mismo año, en la Basílica del Pilar, a manos del arzobispo de Zaragoza, Elías Yanes.
En la Conferencia Episcopal Española, fue miembro de la Comisión Episcopal de Liturgia desde 1993 hasta 2017.
Obispo de Tarazona
El 16 de mayo de 1996, el papa Juan Pablo II lo nombró obispo de Tarazona. Tomó posesión canónica el 7 de julio del mismo año, en el Monasterio de Veruela, que funcionaba como catedral provisional. 
Entre sus objetivos como obispo de Tarazona, se encontraba la restauración de las iglesias de la diócesis (como las de Calatayud), además de la catedral de Tarazona, y el regreso de los monjes al Monasterio de Veruela, no viendo terminar este último proyecto. 
- Miembro de la Comisión Episcopal de Medios de Comunicación Social, en la CEE (1990-1999).

Obispo auxiliar de Toledo
Dimitió al cargo de obispo de Tarazona, el 21 de octubre de 2004; siendo nombrado obispo titular de Rubicón y obispo auxiliar de Toledo. El papa Benedicto XVI aceptó su renuncia por motivos de edad el día 3 de diciembre de 2010.
- Miembro de la Comisión Episcopal de Patrimonio Cultural, en la CEE (1999-2014).

### Fallecimiento
Falleció el 23 de abril de 2022, a los 86 años, en Zaragoza; en la festividad de san Jorge, patrono de Aragón.
La capilla ardiente se instaló el día posterior a su fallecimiento en el Salón del Trono del Palacio arzobispal de Zaragoza. El funeral tuvo lugar el 25 de abril, en la Basílica del Pilar; donde fue sepultado en la cripta del episcopologio zaragozano.